# Кича, Антон Владиславович
Анто́н Владисла́вович Ки́ча (укр. Антон Владиславович Кіча; род. 1 мая 1990, Днепропетровск) — украинский футболист, левый полузащитник.

## Биография
С восьми лет занимался футболом в ДЮСШ № 12 (Днепропетровск). Первый тренер — Анатолий Николаевич Зюзь. В восьмом классе был приглашён в Днепропетровское высшее УФК, где продолжил обучение. После окончания обучения играл в чемпионате города Днепропетровска в команде «Локомотив-Ветеран». Когда в октябре 2007 года в городе был организован ФК «Днепр-75», его тренеры стали комплектовать команду выпускниками днепропетровских детско-юношеских спортивных школ. Одним из игроков нового клуба стал Антон Кича. С этой командой выступал в чемпионате области, любительском чемпионате Украины, а 20 июля 2008 года дебютировал среди профессионалов во второй лиге. В профессионалах «Днепр-75» провёл полтора сезона. За это время Кича сыграл за команду 39 матчей и забил 1 гол харьковскому «Арсеналу».
Весной 2010 года по приглашению Эдуарда Хаврова перешёл в «Ильичёвец». За дубль мариупольцев дебютировал 13 марта 2010 года в игре со сверстниками из «Таврии». Среди дублёров «ильичей» стал одним из основных игроков. В сезоне 2011/12 провёл за эту команду наибольшее количество матчей и поделил с Егором Ивановым звание лучшего бомбардира.
16 июля 2010 года перед очередным календарным матчем с молодёжным составом «Ворсклы» тренер мариупольцев Эдуард Хавров предупредил Кичу, что тот сыграет один тайм и останется в Полтаве на игру первой команды. Футболист за 45 минут на поле забил один гол и поучаствовал во втором, когда после его прострела защитник «Ворсклы» срезал мяч в свои ворота. На следующий день главный тренер «Ильичёвца» Илья Близнюк выпустил дебютанта на 87-й минуте матча Премьер-лиги вместо Ивана Кривошеенко. Перед выходом на поле Кича услышал от тренера: «Давай малыш! Играй просто в свою игру».
В следующем сезоне в составе главной команды Антон сыграл ещё дважды — в матчах с донецким «Металлургом» и «Карпатами». Оставаясь игроком «молодёжки», проходил предсезонную подготовку с основным составом. В одном из товарищеских матчей забил три мяча в ворота хорватского клуба «Чаковец». Со временем конкуренция за место в составе «Ильичёвца» возросла, и футболисту предложили поиграть в «Александрии» на правах аренды. Летом 2013 года заключил с александрийцами полноценный контракт. С этой командой становился бронзовым (2012/13) и серебряным (2013/14) призёром турниров первой лиги.
В феврале 2015 года перешёл в одесский «Черноморец». В июне 2015 года покинул одесский клуб в связи с окончанием действия контракта. В июле 2015 года стал игроком харьковского «Гелиоса».